# Ossë

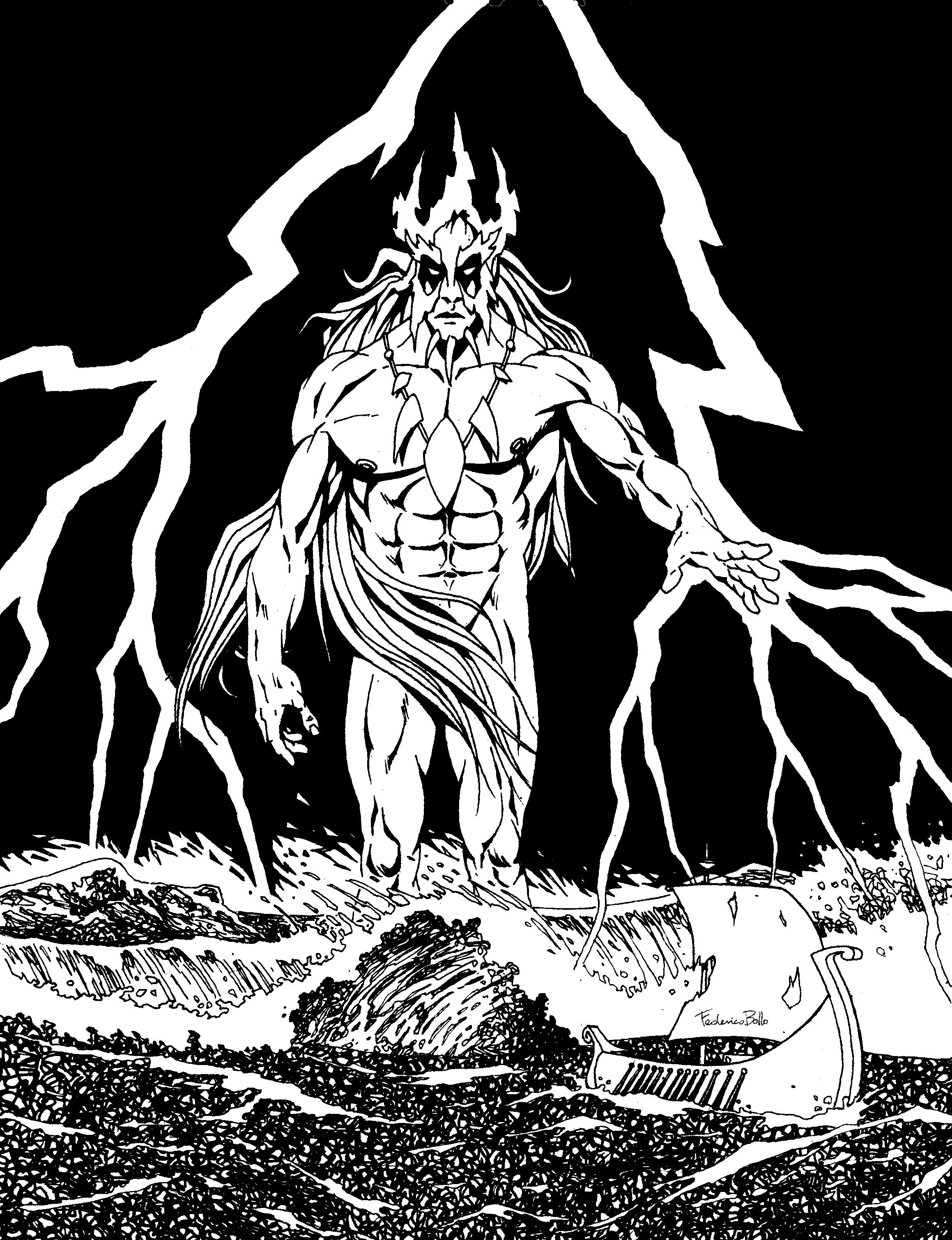
Ossë

Ossë (ve Valarinu, jazyce Ainur, Ošošai, Oššai) je postava ve Středozemi J. R. R. Tolkiena. Je to Maia, který slouží Ulmovi. Je pánem vln. Nechodí do hlubin jako Ulmo, ale miluje pobřeží a ostrovy, má rád i Manwëho vítr. Přátelí se s Círdanem a jeho žena je  Maia Uinen. 
Během roků Dvou stromů na krátkou dobu vstoupil do služeb Melkorovi a způsoboval mohutné bouře, což činilo cesty obzvláště nebezpečnými. Unien ho však přesvědčila, aby toho nechal, přesto jeho chuť po bouřích nikdy úplně nezmizela.
Ossë se přátelil s Teleri a byl jimi ceněn jako jeden z Valar. Tento vztah začal před příchodem Teleri do Valinoru, když čekali na březích Středozemě na svého vůdce. Bylo také proti jeho vůli, že se dostali do Valinoru.
V jiných verzích Silmarillionu byl jedním z Valar a často oponoval Ulmovi.